# Station Rajsk
Station Rajsk is een spoorwegstation in de Poolse plaats Rajsk.